# 陳乃明

陳乃明在互聯網上發佈檔案的證據圖片

陳乃明（Chan Nai Ming），綽號「古惑天皇」，是香港以至全球第一個因使用BitTorrent點對點上載版權物品而被控侵權逮捕及被判罪成入獄的互聯網用戶，這件事也在全球得到很多關注。
針對陳乃明的判刑成為香港第一宗引用《版權條例》起訴發放侵權檔案人士案例，以及全球第一宗以BitTorrent發放侵權檔案被刑事定罪的案例。

## 生平
2005年1月11日至12日，香港海關在追蹤BitTorrent上載活動後，一連兩日針對陳乃明展開拘捕行動，在網主及互聯網供應商協助下，登門拉人。香港海關指陳氏在家中上載3套未經版權持有人授權的電影，包括《夜魔俠》、《選美俏臥底》，以及《宇宙深慌》。
2005年4月27日，香港海關首次引用《版權條例》，控告陳乃明利用BitTorrent技術發佈種子，供人免費下載，屬侵犯版權行為。
2005年10月24日，屯門裁判法院裁定陳乃明侵犯電影版權罪名成立，並押後宣判刑罰。11月7日，屯門裁判法院裁判官判陳乃明監禁3個月，同時准以港幣5000元保釋等候上訴，使該案件正式成為全球第一宗以BitTorrent發放侵權檔案而入獄的案例。陳乃明的辯護律師指出陳的行為只是使檔案「可供取用」，而非「發布」。有法律界人士指出，辯方律師這個說法是新提出的槪念，並建議陳乃明上訴。
2006年12月12日，高等法院駁回上訴，裁定陳乃明侵犯電影版權罪名成立，判監3個月；陳乃明即時收監，開始服刑。
2007年1月3日，終審法院批准陳乃明保釋，等候申請上訴許可，當時陳乃明已服刑24日。
2007年2月7日，終審法院批准陳乃明上訴，5月9日，終審法院開審，處理陳乃明的上訴。
2007年5月18日，終審法院常任法官李義宣布，終審庭5位法官一致撤銷其上訴申請，維持原判，判監三個月，陳乃明被還押監房繼續服刑。終審法院法官指出，複製行為不一定牽涉實物，亦不同意陳乃明聲稱過程被動的講法，因為他一直讓電腦在線，又啟動BT軟件，確保下載者得到完整電腦檔案，猶如有人提供汽水機，由市民付款買汽水一樣，屬於主動發佈的侵權行為。
2007年6月25日，刑滿出獄。

## 反应
在陳乃明被捕後，互聯網上有一陣熱烈討論，尤其是陳乃明被捕時使用哪個互聯網供應商，根據陳乃明在新聞組上的紀錄，他在發報上文所提及三套電影的BitTorrent種子時是有線寬頻用戶。
陳乃明事後接受訪問表示，當時他上載的《夜魔俠》、《選美俏臥底》，以及《宇宙深慌》等，並非正值電影院播放的一線電影，而是在電視台重播多次的電影，質疑香港香港海關只是利用他的案件「祭旗」。